# Копачи, Йожеф
Его Высокопреосвященство архиепископ Йо́жеф Ко́пачи (венг. Kopácsy József; 30 мая 1775 — 18 сентября 1847) — венгерский архиепископ. Архиепископ Эстергома и примас Венгрии с 15 декабря 1838 года по 18 сентября 1847 года. Последний из числа венгерских примасов, не ставший кардиналом; впоследствии эстергомские архиепископы традиционно назначались кардиналами на первой же консистории после своего вхождения на кафедру.

## Биография
Йожеф Копачи родился 30 мая 1775 года в Веспреме, Королевство Венгрия. C 1809 года занимал пост директора веспремской семинарии. В 1827 году хиротонисан в епископы и возглавил веспремскую епархию.
Архиепископ Эстергома Шандор Руднаи скончался в 1831 году, однако из-за разногласий Святого Престола и Австрийской империи его преемник не назначался до 1838 года, более семи лет кафедра архиепископа оставалась вакантной. Лишь 15 декабря 1838 года на пост примаса Венгрии и архиепископа Эстергома был назначен Йожеф Копачи.
Копачи возглавлял венгерскую церковь девять лет, он запомнился существенным вкладом, который он внёс в возведение Базилики Святого Адальберта в Эстергоме и Цепного моста в Будапеште.